# Franco Nero

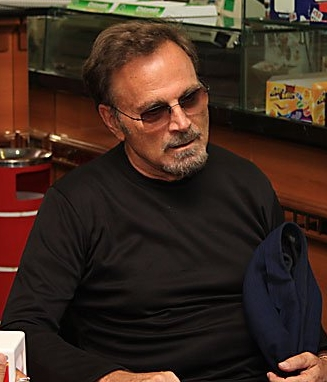
Franco Nero in 2008

Francesco Sparanero professioneel bekend als Franco Nero (San Prospero Parmense, 23 november 1941) is een Italiaans acteur die vooral actiehelden in Italiaanse exploitatiefilms speelde. Zo speelde hij in een aanzienlijk aantal spaghettiwesterns. Met name in de jaren zeventig was hij populair in Italië.

## Biografie
Nero studeerde economie aan de universiteit van Milaan. Tijdens zijn studie werkte hij als freelancefotograaf. In die periode begon John Huston aan de opnamen van een film over de Bijbel, die hij vanwege de lagere productiekosten opnam in Italië. Nero moest foto's maken op de set van deze film en kwam in contact met Huston. Die was onder de indruk van het uiterlijk van Nero en vroeg hem Abel te spelen in The Bible: In the Beginning (1964).
Toevallig in het acteervak beland, kreeg Nero de smaak te pakken en hij ging audities doen. Zo kreeg hij de hoofdrol in de cult-spaghettiwestern Django (1966). In deze film speelde Nero het soort rol dat hem zou typeren tijdens de rest van zijn acteercarrière, die als koele, stoere en mysterieuze held. Hij speelde later in onder meer de spaghettiwesterns Texas Adios (1967), Massacre Time (1966), A Professional Gun (1968) Companeros (1970), en Keoma (1976). Hiermee verkreeg Nero de bijnaam 'de Italiaanse John Wayne'.
Met zijn zachte stem, lichtblauwe ogen en lange slanke postuur werd Nero met name voor actierollen gevraagd en daarom bleef hij ook na het doodbloeden van de spaghettiwestern in actiefilms spelen. Hij wilde zelf niettemin graag in meer serieuze rollen verschijnen. Daarom begon Nero te spelen in arthousefilms van regisseurs als Rainer Werner Fassbinder (Querelle) en Luis Buñuel (Tristana). Hij probeerde daarnaast tevergeefs door te breken in Hollywood. In Amerika bleven zijn optredens beperkt tot een hoofdrol in Enter the Ninja en slechterikenrollen in films als Force 10 from Navarone en Die Hard 2. Nero speelde nog in 2010 de rol van Lorenzo Bartolini in Letters to Juliet.
Hij hertrouwde in 2006 met actrice Vanessa Redgrave die van hem in 1969 een zoon had gekregen. Hij had haar leren kennen tijdens de opnamen van Camelot (1969).

## Filmografie (selectie)
- The Bible: In the Beginning (1964)
- Django (1966)
- The Deadly Diaphonoids (1966)
- Hired Killer (1966)
- Il Terzo Occhio (1966)
- Massacre Time (1966)
- Texas Adios (1967)
- Camelot (1967)
- Man: His Pride and His Vengeance (1967)
- Sequestro di persona (1968)
- The Mercenary (1968)
- A Quiet Place in the Country (1968)
- Il Giorno della Civetta (1968)
- Detective Belli (1969)
- Sequestro di Persona (1969)
- The Fifth Day of Peace (1969)
- Compañeros (1970)
- Tristana (1970)
- The Virgin and the Gypsy (1970)
- Long Live Your Death (1971)
- La Vacanza (1971)
- Confessions of a Police Captain (1971)
- L'Istruttoria È Chiusa: Dimentichi (1971)
- The Fifth Cord (1971)
- Los Amigos (1972)
- The Monk (1972)
- Zanna Bianca (1973)
- Senza Ragione (1973)
- High Crime (1973)
- Il Delitto Matteotti (1973)
- Street Law (1974)
- I Guappi (1974)
- Mussolini ultimo atto (1974)
- Why Does One Kill a Magistrate? (1974)
- Il Ritorno di Zanna Bianca (1974)
- Corruzione al Palazzo di Giustizia (1975)
- Gente di Rispetto (1975)
- The Legend of Valentino (1975)
- Keoma (1976)
- 21 Hours at Munich (1976)
- Cipolla Colt (1976)
- Les Magiciens (1976)
- Victory March (1976)
- Scandalo (1976)
- Hitch-Hike (1977)
- Sahara Cross (1978)
- Force 10 from Navarone (1978)
- Il Cacciatore di Squali (1979)
- Un Dramma Borghese (1979)
- Stridulum (1979)
- Il Giorno del Cobra (1980)
- The Man with Bogart's Face (1980)
- Enter the Ninja (1981)
- The Salamander (1981)
- Il Bandito dagli Occhi Azzurri (1982)
- Mexico in Flames (1982)
- Krasnye Kolokola II (1982)
- Querelle (1982)
- Grog (1982)
- Die Försterbuben (1984)
- Il Pentito (1985)
- Django Strikes Again (1987)
- The Girl (1987)
- Top Line (1988)
- Magdalene (1988)
- Die Hard 2 (1988)
- Fratelli e Sorelle (1991)
- Touch and Die (1992)
- Das Babylon Komplott (1993)
- Jonathan of the Bears (1993)
- Desideria e l'Anello del Drago (1994)
- Painted Lady (1997) (miniserie)
- Talk of Angels (1998)
- The Versace Murder (1998)
- Crociati (2001)
- Post Coitum (2004)
- Mineurs (2007)
- Bathory (2008)
- Mein Herz in Chile (2008)
- Sant'Agostino (2010)
- Letters to Juliet (2010)
- Django Unchained (2012)
- Eurocrime! The Italian Cop and Gangster Films That Ruled the '70s (2012) (documentaire)
- Memories They Told Me 2012)
- New Order (2012)
- Cadences Obstinées (2013)
- Love Island (2014)
- Mamula (2014)
- The Executrix (2017)
- John Wick: Chapter 2 (2017)
- Iceman (2017)
- The Neighborhood (2017)
- The Time of Their Lives (2017)
- The Pope's Exorcist (2023)

## Trivia
- De nog onbekende Terence Hill werd in het begin van zijn carrière wel eens aangenomen, omdat hij op Nero leek.[1]

## Voetnoten
1. ↑  (en)  Interview with Terence Hill 15 juni 2002, terencehill.it. Gearchiveerd op 9 juni 2023.

- Bibsys: 4007181
- Biblioteca Nacional de España: XX1232134
- Bibliothèque nationale de France: cb138979093 (data)
- Catàleg d'autoritats de noms i títols de Catalunya: 981058614461806706
- Gemeinsame Normdatei: 140263527
- International Standard Name Identifier: 0000 0001 1467 061X
- Library of Congress Control Number: nr97034714
- MusicBrainz: 765e7633-8f60-4e7f-b8a0-acd3cc58ee92
- Bibliotheek van het Japanse parlement: 00621201
- Nationale Bibliotheek van Tsjechië: js20040202005
- Nationale bibliotheek van Australië: 36047073
- Nationale Bibliotheek van Israël: 987007325065505171
- Nationale Bibliotheek van Polen: a0000001255597
- Nederlandse Thesaurus van Auteursnamen: 071720510
- Istituto Centrale per il Catalogo Unico: RAVV089643
- SNAC: w62b9528
- Système universitaire de documentation: 055738508
- Trove: 1200749
- Virtual International Authority File: 7298796
- WorldCat: E39PBJbMbgfRjxWqXV6CqxmKh3